# Calliphora loewi
Calliphora loewi – gatunek muchówki z rodziny plujkowatych i podrodziny Calliphorinae.
Gatunek ten opisany został w 1903 roku przez Günthera Enderleina. Epitet gatunkowy nadano na cześć F. Hermanna Loewa.
Muchówka o ciele długości od 7 do 12 mm. Ubarwienie tła głowy ma czarne z wyjątkiem dolnej krawędzi twarzy, dolnej części listewki twarzowej i kątów wibrysalnych. Rowki policzkowe mają zwykle zabarwienie czarne lub brunatne, ale rzadko trafiają się okazy o rowkach rudych, a nawet jaskrawo pomarańczowych. U samca szerokość czoła wynosi od 0,04 do 0,054 szerokości głowy, zaś u samicy od 0,341 do 0,363 szerokości głowy. Pręga czołowa samicy jest trzykrotnie szersza od płytek czołowo-orbitalnych. U samca płytki te stykają się ze sobą. Parafacialia mają w górnej części błyszcząco białą kropkę. Drugi człon biczyka czułka u samicy ma szczecinkę przedwierzchołkową a, zaś u samca zwykle jest jej pozbawiony. Pierwszy człon biczyka jest jednolicie szary, u samicy duży. Potylica zaopatrzona jest w 3–5 rzędów czarnych szczecin i jasne włoski pośrodku.
Chetotaksja tułowia odznacza się obecnością 3-4 par szczecinek tarczkowych brzeżnych, 2 szczecinek zabarkowych wewnętrznych i 1 zewnętrznej. Spośród szczecinek międzyskrzydłowych 1 leży przed, a 2 za szwem poprzecznym. Łuseczki skrzydłowa i tułowiowa są przyciemnione, przy czym ta druga niekiedy słabo. Skrzydła cechuje czarna bazykosta oraz zakrzywienie żyłki medialnej położone bliżej brzegu skrzydła niż długość tej żyłki od żyłki poprzecznej dm–cu do owego zakrzywienia.
Narządy rozrodcze samca cechują długie i odrębne skleryty pałeczkowte, długie i smukłe przysadki odwłokowe, ząbkowany i zaopatrzony w przedwierzchołkowy wyrostek parafallus, osadzony u nasady bazyfallusa epifallus oraz odsiebnie spłaszczone i poszerzone postgonity. Surstyli są długie, proste i zwężone ku tępemu szczytowi. U samicy piąty tergit odwłoka jest namiotowaty w widoku bocznym, wcięty na tylnym brzegu do około ⅓–½ długości.
Owad holarktyczny. W Europie znany z Wielkiej Brytanii, Norwegii, Szwecji, Finlandii, Francji, Holandii, Niemiec, Danii, Szwajcarii, Austrii, Włoch, Polski, Czech, Słowacji, Węgier, północnej Rosji, Białorusi, Ukrainy i Rumunii. W Azji rozprzestrzeniony od Uralu po obwód amurski, Mongolię i Japonię. W krainie nearktycznej rzadki, notowany z Alaski, Jukonu, Kolumbii Brytyjskiej i Nowej Fundlandii. Jego zasięg pionowy sięga piętra subalpejskiego. W północnej Europie owady dorosłe aktywne są od czerwca do października.